# Cadaba heterotricha
Cadaba heterotricha är en kaprisväxtart som beskrevs av John Ellerton Stocks och William Jackson Hooker. Cadaba heterotricha ingår i släktet Cadaba och familjen kaprisväxter. Inga underarter finns listade i Catalogue of Life.